# Catedral de Chilpancingo
La Catedral de la Asunción, en Chilpancingo (México), es el templo principal de la ciudad, está consagrada a la virgen María en su advocación de Santa María de la Asunción y desde hace algunos años es la sede episcopal de la diócesis. Está localizada en la zona centro, dentro del complejo arquitectónico e histórico que ocupa la plaza cívica "Primer Congreso de Anáhuac" y el Centro Histórico de Chilpancingo de los Bravo. Su construcción se ubica a finales del siglo XVIII y comienzos del siglo XIX. Pertenece a la diócesis de Chilpancingo-Chilapa.
Construido al estilo neoclásico, consta de dos naves y 2 campanarios centrales de dicho inmueble así mismo el Sagrario que en la actualidad funciona como sacristía. La portada principal, de dos cuerpos y remate, de forma tableada. El primero, muestra un almohadillado, sin columnas, y el arco de acceso; el segundo cuerpo resalta por la ventana del coro, enmarcada por dos columnas cuadradas de orden toscano, a los lados de éstas se ubican dos grandes medallones. Los arcos del segundo cuerpo sostienen un frontón de forma triangular. Encima de este, se encuentra un remate con la imagen del águila del escudo imperial de Iturbide.

## Estructura

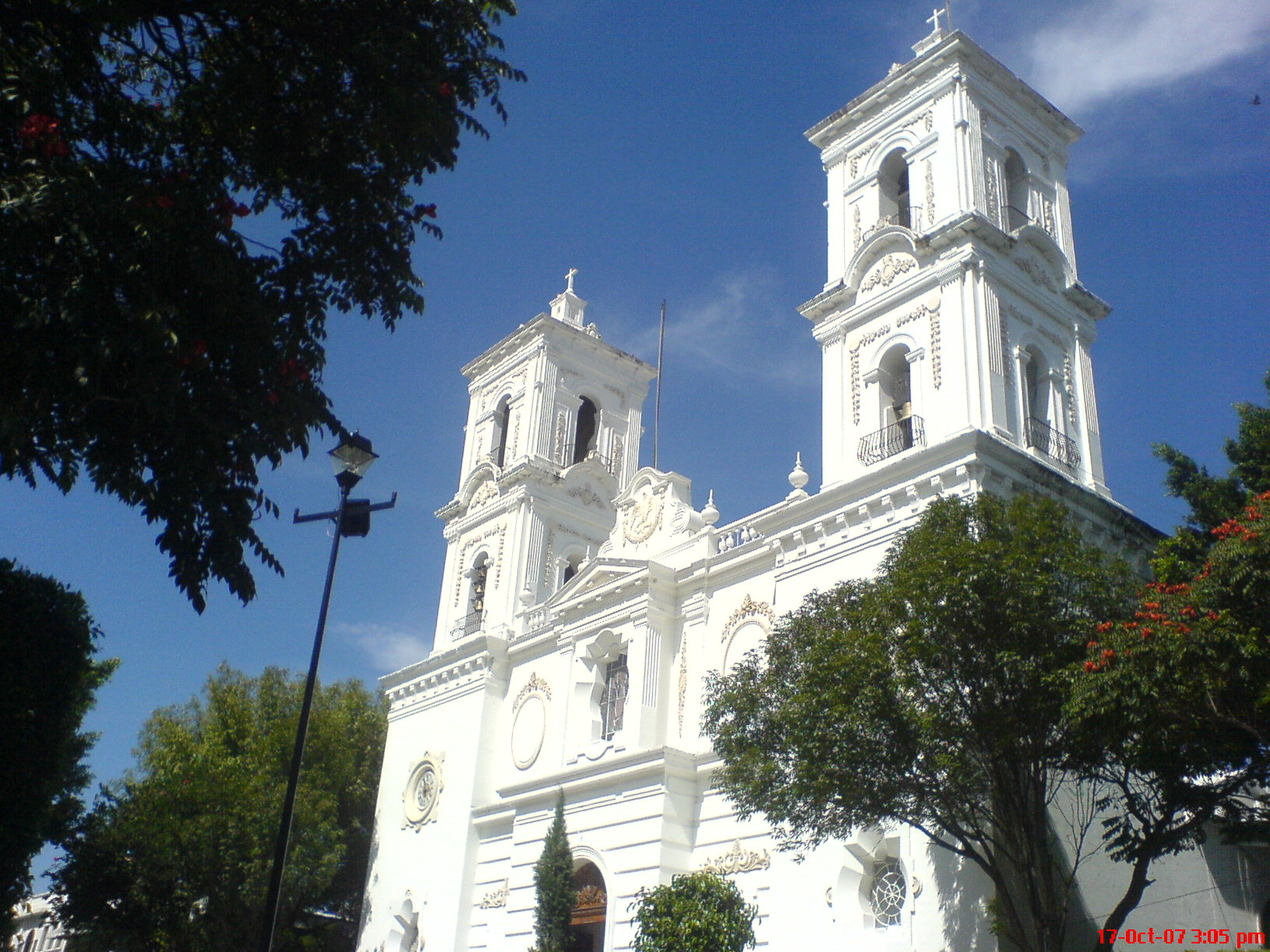
Catedral de Chilpancingo

Cuenta con dos capillas, la del norte está dedicada al santísimo sacramento y la del sur a la Inmaculada Concepción de la Virgen María. Esta última también sirve como mausoleo, pues en ella se encuentran sepultados los restos de algunos sacerdotes y obispos.
Las dos pesadas torres enmarcan la fachada, y son de dos cuerpos. Decoradas con motivos vegetales y de estilo neoclásico. El interior, muy austero, al gusto neoclásico. Destacan los retablos laterales también del mismo estilo.

## Eventos históricos
En este lugar, el 13 de septiembre del año de 1813, el general José María Morelos y Pavón instaló la sede del Primer Congreso de Anáhuac, en el cual se autoproclamó Siervo de la Nación y donde dio a conocer el Acta de Independencia y el célebre documento conocido como los Sentimientos de la Nación
Durante el sismo del sábado 10 de diciembre de 2011 la estructura de la catedral sufrió daños que obligaron a cerrarla para determinar si sería demolida total o parcialmente.
En 2022 por iniciativa de la presidencia municipal que encabezada por la  Lic. Norma Otilia Hernández Martínez se declaró llevar a cabo la entrega de Preseas Al Mérito Civil Municipal "Hermanos Bravo" a conmemoración de su aniversario luctuoso de Nicolás Bravo entre 20-22 de abril de cada año . 
Llevándose a cabo en la  Catedral de Chilpancingo cada año.

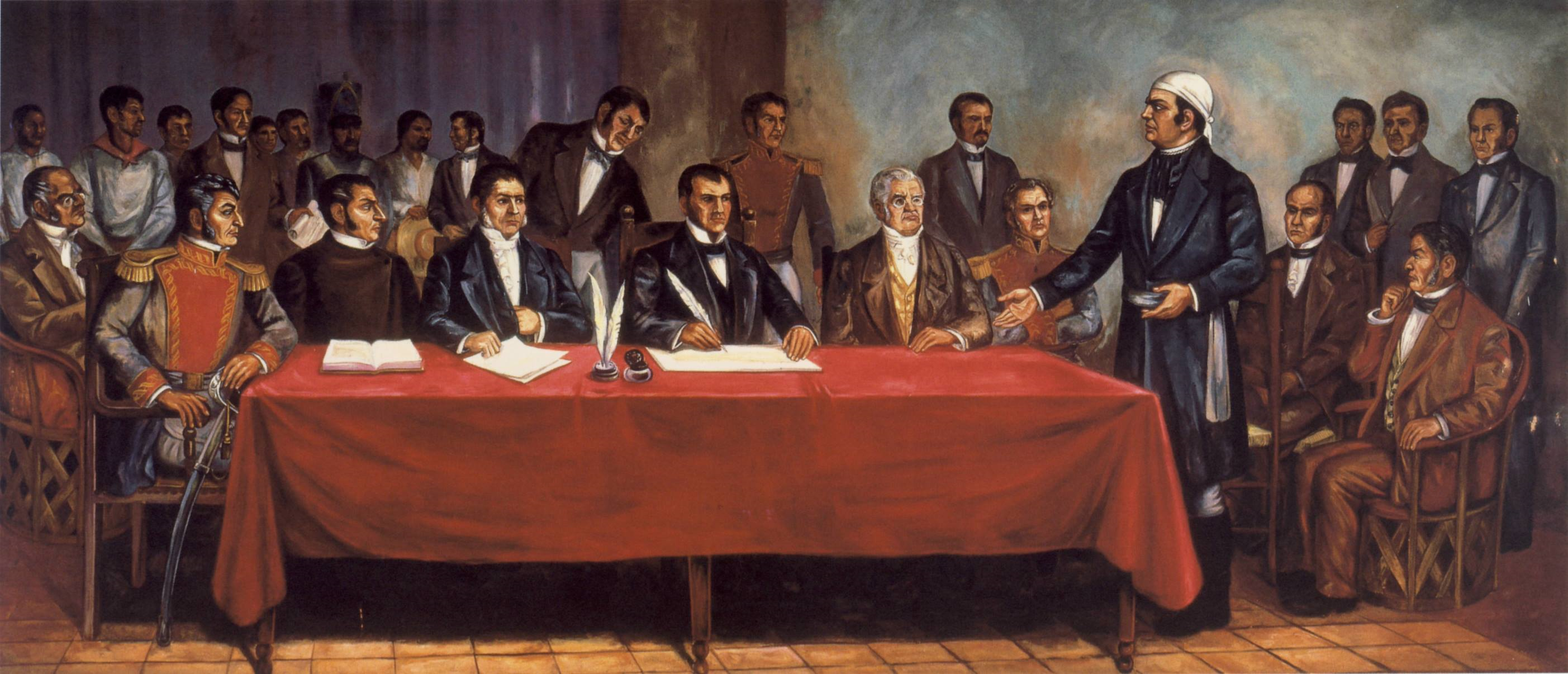
Congreso de Chilpancingo